# Angeliki Antoniou
Angeliki Antoniou (griechisch Αγγελική Αντωνίου, * 12. Juli 1956 in Athen) ist eine griechische Filmregisseurin, Drehbuchautorin und Produzentin.

## Leben und Werdegang
Antoniou studierte Architektur in Griechenland und Filmregie an der Deutschen Film- und Fernsehakademie in Berlin. Als Drehbuchautorin und Regisseurin arbeitet sie in Griechenland und in Deutschland. 2006 unterrichtete sie Filmregie an der Film School of University in Thessaloniki. Sie lebt in Athen und Berlin.
Sie hat Spiel- und Dokumentarfilme gedreht, die auf renommierten internationalen Festivals (Locarno, Berlinale, Göteborg, Montreal, Palm Springs, Moskau, Thessaloniki usw.) gezeigt und ausgezeichnet und weltweit vertrieben wurden.
Ihr Spielfilm Eduart basiert auf wahren Begebenheiten, nahm an mehr als 40 Filmfestivals teil, darunter das 29. Internationale Filmfestival Moskau, und erhielt 18 Auszeichnungen in Griechenland, Frankreich, den USA und Großbritannien. Eduart wurde von der EFA für die European Film Awards 2007 ausgewählt und war Griechenlands Einreichung für den Oscar als bester ausländischer Film 2008.

## Filmografie (Auswahl)

### Regie und Drehbuch
- 1987:Persephone
- 1989: Gefangene des Meeres
- 1992: Donusa
- 1996: Tänze der Nacht
- 1997: Verspielte Nächte
- 1999: Heimlicher Tanz
- 2000: Allein unter Männern
- 2001: Messerscharf – Tödliche Wege der Liebe
- 2006: Eduart
- 2020: Die unbekannten Athener
- 2020: Grünes Meer

### Drehbuch
- 1990: Das Glück sei Unbeweglichkeit

### Produzentin
- 2006: Eduart
- 2020: Die unbekannten Athener
- 2020: Grünes Meer

## Auszeichnungen und Nominierungen
- 1992: Nominiert für den Pardo d’Oro (Goldener Leopard) beim Internationalen Filmfestival von Locarno für Donusa
- Preis der Jugendjury für den besten Film (A’ Prix de la Jeunesse) für Donusa
- 1992: Nominiert für den Goldenen Alexander beim Internationalen Filmfestival von Thessaloniki für Donusa
- 1997: Nominiert für den Goldenen Alexander bei den Internationalen Filmfestspielen von Thessaloniki für Verspielte Nächte
- 1997: Griechischer Filmpreis für den besten Film & die beste Regie (Angeliki Antoniou) & das beste Drehbuch (Angeliki Antoniou und Kriton Kalaitzidis) & für die beste Hauptdarstellerin (Jasmin Tabatabai) für Verspielte Nächte
- 1997: Preis für das beste Bühnenbild bei den Internationalen Hofer Filmtagen für Verspielte Nächte
- 2006: Gewinner von 9 griechischen staatlichen Filmpreisen, beim Thessaloniki International Film Festival, darunter für den besten Film, die beste Regie und das beste Drehbuch (Angeliki Antoniou) und den FIPRESCI-Preis für den besten griechischen Film für Eduart
- 2007: Ausgewählt von der Europäischen Filmakademie für den Europäischen Filmpreis 2007, Eduart
- 2007: Goldene Antigone-Preis (Antigone d’or de la Ville et de l’Agglomération de Montpellier) beim Montpellier International Mediterranean Film Festival & Lobende Erwähnung beim Young People’s Award (CMCAS) für Eduart
- 2007: Nominiert für die Wettbewerbssektion „Europa-Europa“ beim Sevilla International Film Festival für Eduart
- 2007: Nominiert für den Golden George beim Moskauer Internationalen Filmfestival, für Eduart
- 2007: Nominiert für den Großen Preis beim Tallinn Black Nights Film Festival, für Eduart
- 2008: Besondere Anerkennung für die beste Ensemblebesetzung beim Method Fest Film Festival in Kalifornien, für Eduart
- Griechenlands Einreichung für eine Oscar-Nominierung als bester ausländischer Film 2008 für Eduart
- 2020: Nominiert für den Goldenen Alexander (Internationaler Spielfilmwettbewerb) beim Thessaloniki Documentary Festival, für The Unknown Athenians
- 2020: Publikumspreis beim Filmfestival Kitzbühel für Green Sea
- 2021: Preis für den besten griechischen Dokumentarfilm beim AegeanDocs International Documentary Film Festival für The Unknown Athenians
- 2021: Efebo d’Oro «Ande» Cinema Donna Award beim Efebo d’Oro (Internationaler Wettbewerb) für Green Sea
- 2021: Hellenic Film Academy Award für den besten Dokumentarfilm für The Unknown Athenians